# Гадалов, Николай Герасимович
Николай Герасимович Гадалов (1835—1898) — потомственный почётный гражданин Красноярска, купец первой гильдии из династии Гадаловых. Впервые организовал регулярное грузовое и пассажирское пароходное сообщение по Енисею между Красноярском, Енисейском и Минусинском. Отец Николая Николаевича Гадалова, крупного предпринимателя и мецената.

## Биография
Родился во Владимирской губернии, возможно, но сомнительно, что в городе Ковров или его окрестностях. Николай приходился сыном основателю династии Гадаловых крепостному крестьянину князя Шаховского Герасиму Гадалову, выкупившему себя у барина и занявшемуся торговлей. В 1846—1851 годах уже в Сибири отец Николая торговал серебряными и золотыми изделиями.
Торговую деятельность Николай Герасимович начал в Канске, затем в 1862 году переехал в Красноярск. Вкладывал деньги в золотопромышленную отрасль, торговал в больших объемах винами, владел складами, доставлял припасы на прииски. Коммерческие занятия купца были разнообразны, как и товары, с которыми он имел дело. В 1889 Гадалов создал свой торговый дом. Был гласным Красноярской городской думы и соучредителем «Сибирской акционерной компании срочного буксирно-пассажирского пароходства по рекам Енисею, Оби и Иртышу».
В своих особняках и на предприятиях Гадаловы одними из первых в Красноярске, хотя и не без накладок и преодоления бюрократических препон, завели электрическое освещение и телефонную связь. В начале 1880-х Николай Герасимович купил два парохода и несколько барж, преодолевших Казачинские пороги и начавших историю регулярного коммерческого судоходства на Енисее, в 1889 создал на реке собственное пароходство. До преодоления порогов суда могли ходить только по Нижнему Енисею, а спустя несколько лет после Гадаловы и их конкуренты открыли сообщение и по крупным енисейским притокам. По ходатайству купца, который затем приобрел еще несколько кораблей, в Красноярске была создана пристань для причаливания судов. Пароходное судоходство продолжил развивать его сын Николай. Пассажирами Гадаловых на Енисее и их гостями в Красноярске стали многие известные люди от Фритьофа Нансена до деятелей культуры.

## Благотворительность

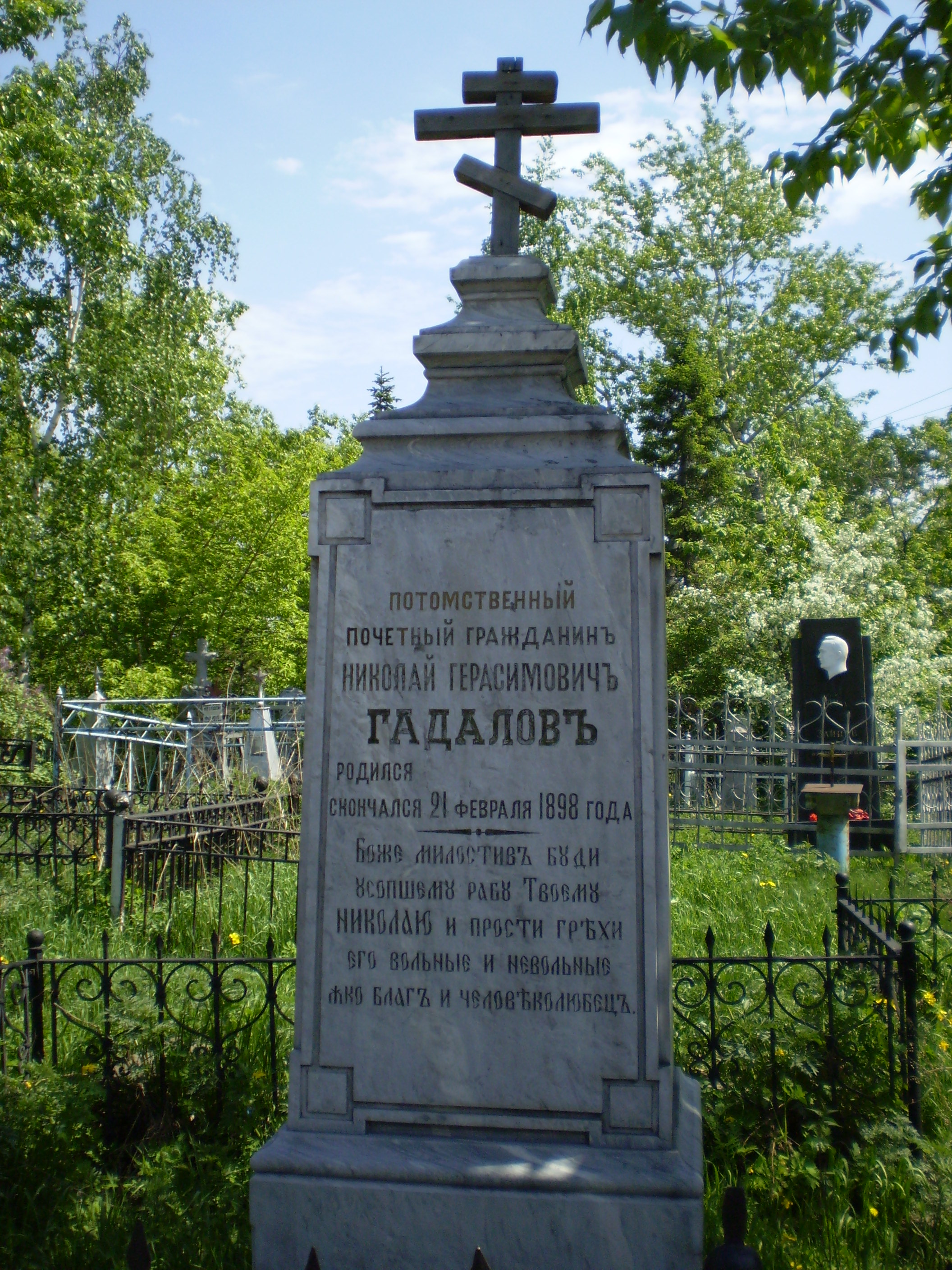
Памятник над могилой Николая Герасимовича Гадалова. Красноярск. Троицкое кладбище

Гадалов много занимался благотворительностью и общественной деятельностью. Опекал заключённых в тюрьмах и женскую гимназию. Вносил деньги на строительство мужской гимназии. Участвовал в деятельности Синельниковского благотворительного общества и Российского общества Красного Креста. За благие дела был награждён двумя золотыми медалями.
В 1883 году он организовал в городе публичные чтения и церковный молебен по случаю 300-летия присоединения Сибири.
Долгие годы был старостой Покровской церкви. Умер в Красноярске, похоронен на Троицком кладбище.

## Семья
Имел двух сыновей — Александра и Николая, а также дочь Ольгу (умерла 1 января 1882). Вдова Евдокия Михайловна пережила мужа. По составленному им в 1880 году завещанию она получила капиталы покойного. Из-за желания сыновей Николая Герасимовича управлять ими возникло так называемое «Дело Гадаловых», ставшее важным событием в юридическом мире царской России. В суде на деньги и недвижимость претендовали как предприниматель и меценат Николай, так и промотавшийся в Москве и признанный несостоятельным должником Александр, от имени которого действовала специально назначенная комиссия, расходы которой, в свою очередь, также оспаривались в суде. После пересмотра первого решения суда вдова в целом проиграла дело. Его последствия ощущались практически до начала Первой мировой войны. Собственность Гадаловых в Красноярске в итоге за долги и по причине экономического кризиса частично перешла в руки П. Е. Шмандина.

## Память
Торговый дом Н. Г. Гадалова, где останавливались многие именитые люди, стал достопримечательностью Красноярска. Он существует по сей день. В 1891 в гостях у Н. Г. Гадалова в этом доме побывал наследник российского престола, будущий император Николай II.
Имя купца носят улица в Красноярске (Октябрьский район) и ресторан.
Его фамилию также носит торговый центр «Гадаловские Ряды» в Канске. Он был построен на месте сгоревшего в 1993 году торгового дома Гадаловых и повторяет его архитектуру. 